# ドンブロヴァ・グルニチャ - クラクフ線
ドンブロヴァ・グルニチャ - クラクフ線（ポーランド語: Linia kolejowa Dąbrowa Górnicza Ząbkowice–Kraków Główny）あるいはポーランド国鉄133号線はポーランド共和国シロンスク県ドンブロヴァ・グルニチャとマウォポルスカ県クラクフを結ぶ複線の幹線鉄道で、全区間に直流の電車線が備えられている。かつてのポーランド立憲王国とオーストリア帝国間国境線から西側部分はワルシャワ＝ウィーン鉄道（ポーランド語: Kolej Warszawsko-Wiedeńska）が、東側部分はクラーカウ＝上シュレジエン鉄道（ドイツ語: Krakau-Oberschlesischen Eisenbahn, KrOs）が開通した区間である。

## 歴史

### ワルシャワ＝ウィーン鉄道、クラーカウ＝上シュレジエン鉄道、北部鉄道および国有化
ワルシャワ＝ウィーン鉄道会社は資金難のため鉄道建設に失敗した後に、ポーランド王国政府は1843年7月に鉄道の建設権および運営権を引き受けて、1844年から建設工事を開始した。1848年4月1日にチェンストホヴァとポーランド＝オーストリア国境駅間が開通された。一方、クラーカウ＝上シュレジエン鉄道は1847年10月13日にシュチャコヴァ - クラーカウ間をシュチャコヴァ - ミスウォヴィツェ区間とともに開通した。半年後、国境駅からシュチャコヴァまでの短い区間は白プジェムシャ川を横切る形で完成した。その結果、この路線はロシア帝国とオーストリア帝国を直接に結んだ、最初の鉄道に当たる。1878年よりトシェビニア - クラーカウ区間に複線鉄道が備えている。
KrOsは1850年5月30日の契約により国有化されて、この路線は東部帝国鉄道（k.k. Östliche Staatsbahn）に属することとなった。1852年1月1日より国家がKrOsの路線を直接に運営した。1858年7月にクラーカウ西側の鉄道網はこの路線を含めて、皇帝フェルディナント北部鉄道 (Kaiser Ferdinands-Nordbahn,  KFNB) により引き受けられた。1878年よりトシェビニア - クラーカウ区間に複線鉄道が備えている。
1906年KFNBの国有化により、この路線もオーストリア帝国鉄道が引き受けた。

### ポーランド国鉄
1918年ポーランドの独立以後、この路線は交通省により運営されて、1920年に新生のポーランド国営鉄道（Polskie Koleje Panistowowe, PKP）により引き受けられた。1920年代には2番目の線路がドンブロヴァ・グルニチャ - トジェビニア間に設置された。1959年4月29日ヤヴォルジュノ・シュチャコヴァ - クラクフ区間の電化が、その翌日にドンブロヴァ・グルニチャ・ゾンブコヴィツェ - ヤヴォルジュノ・シュチャコヴァ区間の電化が3000 Vの直流電圧で完了した。ドンブロヴァ・グルニチャ - ヤヴォジュノ間は貨物列車の重要な通行区間であり、2017年4月現在、旅客列車はその区間で通行しない。

## 沿線概況
列車が起点のドンブロヴァ・グルニチャ・ゾンブコヴィツェ駅を出発すると、ワルシャワ - カトヴィツェ線から離れ南へ向かう。その後、この路線はトゥネル - ソスノヴィエツ線の下を横切って、ドロタ分岐点でパネヴニック方面の鉄道線が分岐する。列車はソスノヴィエツ・マチャキ駅とオーストリア旧国境線を通過して、ヤヴォジュノ・シャチャコヴァ - ミスウォヴィツェ線およびブコヴノ - ヤヴォジュノ・シャチャコヴァ線が分岐するヤヴォジュノ・シャチャコヴァ駅に到着する。
この路線は南の方向でトシェビニア駅へ伸びて、その寸前にトシェビニア - ゼブシュドヴィツェ線と旧トシェビニア - スカヴツェ線がこの路線と合流する。列車は東の方向に走行しクラクフに進入すると、ミドルニキ駅でクラクフ空港線が、クラクフ中央駅でワルシャワ - クラクフ線がこの路線にそれぞれ接続する。終点の中央駅ではクラクフ - メディカ線がこの路線を継承する。

## 運行形態
- 普通列車（S 3）: カトヴィツェ - ミスウォヴィツェ - ヤヴォジュノ・シュチャコヴァ - ツィエンジュコヴィツェ - バリン - トシェビニア - ドゥロヴァ - ヴォラ・フィリポースカ - クジェショヴィツェ - ルダヴァ - ザビエジュフ - ザビエジュフ・ジョンスカ - ミドルニキ石灰岩駅 - ミドルニキ - ブロノヴィツェ - ウォブズフ - クラクフ。シロンスク鉄道（Koleje Śląskie, KS）運営[8]。